# Ешфорд (Кент)
Ешфорд (енгл. Ashford) је град у Уједињеном Краљевству у Енглеској. Према процени из 2007. у граду је живело 64.676 становника.

## Становништво
Према процени, у граду је 2008. живело 64.676 становника.
| 1981.  | 1991.  | 2001.  |
| ------ | ------ | ------ |
| 45,198 | 52,002 | 58,936 |